# الپیدیو کوئیرینو
الپیدیو کوئیرینو (انگلیسی: Elpidio Quirino؛ ۱۶ نوامبر ۱۸۹۰ – ۲۹ فوریهٔ ۱۹۵۶) یک سیاست‌مدار با گرایش لیبرال اهل فیلیپین و از آوریل ۱۹۴۸ تا دسامبر ۱۹۵۳ رئیس‌جمهور این کشور (جمهوری سوم فیلیپین) بود.
وی در ۲۹ فوریه ۱۹۵۶ بر اثر حمله قلبی در کزون سیتی فیلیپین درگذشت.